# Procaris hawaiiana
Procaris hawaiiana är en kräftdjursart som beskrevs av Lipke Bijdeley Holthuis 1973. Procaris hawaiiana ingår i släktet Procaris och familjen Procarididae. Inga underarter finns listade i Catalogue of Life.